# Richmond (Noord-Kaap)

Richmond is een dorp gelegen in de gemeente Ubuntu in de centrale Karoo in de Zuid-Afrikaanse provincie Noord-Kaap. Het ligt aan de nationale weg N1. Het plaatsje is bekend om zijn merinoschapenboerderijen en paardenfokkerijen. Richmond beschikt over een van de slechts twee paardenmuseums ter wereld. Sinds een aantal jaren staat Richmond ook bekend als "Boekenstad" met een jaarlijks boekenfestival.

## Geschiedenis
Het dorpje is gesticht op 11 oktober 1843 als Nederduits-Gereformeerde kerkgemeente om te voldoen aan de religieuze behoeften van de groeiende boerenbevolking. De boerderij "Driefontein" is later gekocht en in woonpercelen onderverdeeld. In 1845 zijn de eerste paar woonpercelen verkocht. Het dorp heeft een aanzienlijk aantal welbehouden openbare gebouwen en huizen in Karoo-stijl met veranda's die later in de jaren 1920 zijn toegevoegd. De Nederduits-Gereformeerde kerk, het spirituele als niet het fysieke centrum waarrond het dorp zich ontwikkelde, dateert van 1847 met een toren uit 1909. Het dorp is in 1845 vernoemd naar de graaf van Richmond, de schoonvader van sir Peregrine Maitland, de toenmalige nieuwe gouverneur van de Kaapkolonie. Het plaatsje werd tijdens de Tweede Boerenoorlog twee keer door de Boeren aangevallen. In de jaren 1800 was het, vanwege zijn schone lucht en mineraalrijk water, een revalidatiecentrum voor Europese adellijke patiënten die leden aan tuberculose. De drie bronnen (fonteinen) waarnaar de oorspronkelijke boerderij was vernoemd bestaan nog steeds. Het water belandt in de Wilgersloot, die een zijriviertje is van de Ongersrivier.

## Bekende inwoners
- Dr. Albert Hoffa was in Richmond geboren. Hij was een medische pionier, bekend als de stichter van de moderne orthopaedics en een schrijver van een beroemd tekstboek.
- Dr.Christiaan Barnard, de bekende hartchirurg woonde tijdelijk in Richmond op zijn boerderij "Ratelfontein".
- Ds. Daniël Jozua Pienaar, predikant en leider van de Nederduitse Gereformeerde kerk en onderwijsman naar wie de Hogere Technische School in Uitenhage is genoemd.